# Nyirád
Nyirád község Veszprém vármegyében, az Ajkai járásban. Nagy kiterjedésű a település községhatára és régészeti leletek bizonyítják, hogy közvetlen környéke ősidők óta lakott volt.

## Fekvése
Nyirád a Dunántúl középső részén, a Bakony hegység délnyugati lábánál, az Ajka, Tapolca, Devecser és Sümeg által határolt terület középpontja közelében fekszik, mind a négy várostól 10-15 kilométernyi távolságra. Az Agár-tető északnyugati nyúlványainak tövében, a Kis-Bakony és a Deák-hegy alatt simuló lankás területen települt a község. A falu északkeleti határában folyik a Kígyós-patak, a lakott területtől délre a Kétöles-patak, északi határában pedig egy halastó is található.
A község főutcája a Devecsertől Zalahalápon át Tapolcáig vezető 7317-es út, Nyirád központja ennek valamivel a 11. kilométere után helyezkedik el. A falutól északra torkollik bele ebbe az útba keleti irányból a 7315-ös út –, 8,7 kilométer megtétele után, Szőcön és Halimbán át Ajka felől –, a központban pedig kiágazik belőle nyugat felé, Sümeg irányába a 7321-es út.
A nagy kiterjedésű községhatárt szinte minden oldalról erdő veszi körül. A régészeti lelőhelyek, az előkerült tárgyi emlékek bizonyítják, hogy a település, illetve annak közvetlen környéke szinte ősidők óta lakott.

## Története
Nyirád nevének eredetére kétféle magyarázatot ismerünk. A hivatalos szerint: a magyar nyír, nyírfa származéka. A köztudatban is ez a magyarázat él. Más véleményen van Zala megye legjobb ismerője, a megye történetének megírója dr. Holub József, aki azt írja, hogy a falu nevében egyik honfoglaló magyar törzs, a Nyír törzs neve él, akiknek ősi szálláshelye lehetett a mai róluk elnevezett Nyirád falu és vidéke. Első említése a 12. század elejéről való.
A helység neve 1272-ben Nerrad, 1531-ben Nyrrad, 1557-ben Nyrad, formában említődik.
A községtől északnyugatra, a Kígyós-patak bal partján, a Téglásnak nevezett határrészen talált középkori edénycserepek a 14-16. századi falusi fazekasság termékei. Ezt a helyet a középkori Nyirád faluval azonosíthatjuk.
Nyirád község a 12. század elején a Kaplony nemzetség birtoka, Zlaudus püspök fivéréé, Mártoné és fiaié. Zlaudus püspök halála után IV. Béla 1236-ban Márton beleegyezésével Nyirádot a veszprémi püspöknek ítélte. Ez időtől kezdve az 1848. évi jobbágyfelszabadításig, majd 1945-ig a mindenkori veszprémi püspök birtoka, annak sümegi uradalmához tartozott.
1444-ben a zavaros és háborús időkben a Debrentei Hymfiak kifosztották és elpusztították a falut. A 16-17. században a fejlődés megrekedt, majd elnéptelenedett a település.
Lakottan 1715-ben írták össze. A püspök – gróf Volkra János – a falut rácokkal, tótokkal és teknővájó cigányokkal telepítette be. Sokáig utcák vallottak a telepesek nemzetiségéről. A legrégebbi utcák a Tapolca-devecseri út két oldaláról nyíltak. Az úttól keletre két utca: Cigány, ma Alkotmány utca, Felszeg (Főszeg), ma Dózsa György utca, Gidina (Gidinium), ma Széchenyi utca. Külön települési egység volt a püspöki major zárt egysége.
Ebben a formában élhetett a falu népe kb. két évszázadon át. Ahogy bővültek, szaporodtak a családok – még a mai kép is mutatja – a régi házakhoz toldottak hozzá egy-egy újabb lakrészt vagy szobát, vagy újabb kis családi házat. Így jöhetett létre, hogy egymás mellé szorosan 2-3-4 családi ház is szorult egy vonalban, egy udvarban a gazdasági épületekkel együtt.
1778-ban 981, 1816-ban 1264 lelket számláltak. A 19. század derekán számos járvány és elemi csapás sújtotta a falut: az 1837-es dögvészben az állatállomány mintegy fele odaveszett, 1849-ben, 1855-ben kolerajárvány tizedelte a lakosságot. 1855-ben és 1862-ben tűzvész pusztított. Ez utóbbi alkalommal 35 ház vált a lángok martalékává. A Rákóczi utcában ma is álló Szent Flórián fogadalmi kápolna - mely 1854-ben épült, legutóbb 1980-ban újították fel - ezekre az időkre emlékeztet.
Az első világháború csatáiban 80 nyirádi lakos esett el.
A település lakói a 20. század első harmadáig főleg mezőgazdasági tevékenységből éltek. 1937-ben nyitották meg a falu határában az első bauxitbányát, mely gyökeresen átrendezte az itt élők életkörülményeit. A mezőgazdaságból - a bányászati tevékenység bővülésével - egyre többen vállaltak munkát a bányánál, s kezdett kialakulni az ipari munkásság.
A szovjetek 1945. március 26-án foglalták el a községet. A második világháború helyi áldozatainak száma 54 volt.
A második világháborút követően indult újra, illetve folytatódott nagyobb volumenű bányászat, s fokozatosan a férfi munkaerő több, mint 50%-át foglalkoztatta a bányavállalat.
Az idősebb generáció - és elsősorban a nők - kis parcellákon (5-20 hold) mezőgazdasági munkát végeztek szükségleteik kielégítésére. A települést körülvevő földek gyenge minősége (5-13 aranykorona), valamint a kisparcellák nem is tették lehetővé a piacra való termelést.
A települést 1950-ben Zala vármegyétől Veszprém megyéhez csatolták.
Az 50-es évek végére kialakult a munkaképes lakosság szakmai struktúrája, valamint a magyar iparosodó településekre jellemző kétlakiság.
Ebben az időszakban - tehát az 50-es évek első felében - a bauxitbánya vezetésének  Nyirádra településével erőteljesen fejlődésnek indult a község. Felépült a falu nyugati határában egy lakótelep, mely már vezetékes ivóvíz- és csatornahálózattal lett ellátva.
Annak idején korszerűnek számító művelődési ház kezdte meg működését, és a települést ellátó üzlethálózat is kialakult. Megkezdődött az utak, utcák portalanítása, járdaépítés, valamint a felszíni csapadékvíz tervszerű elvezetése. A bányászattal egy időben, az aktív víznívó-süllyesztés következtében a település áradt kútjaiból az ivóvíz eltűnt. Bányakár terhére az úgynevezett öreg falu is vezetékes vízzel lett ellátva.
A település dinamikus fejlődésének időszaka 1953-tól az 1970-es évek elejéig tartott. A település lélekszáma a 60-as években tetőzött, amikor megközelítette a 2500 főt.
A település közvetlen környezetében a bauxitbányászat a 90-es évek közepén teljes egészében befejeződött, s e tény fokozottan sújtotta a lakosságot.  Szinte nincs olyan család, aki ne lett volna kapcsolatban a bányavállalattal. Mindezek ellenére a munkanélküliség alacsony, viszont sok a viszonylag fiatal bányász-nyugdíjas.

## Közélete

### Polgármesterei
- 1990–1994: Dr. Hock Ernő (független)[3]
- 1994–1998: Lengyel József (független)[4]
- 1998–2002: Sarkadi-Nagy András (független)[5]
- 2002–2006: Sarkadi-Nagy András János (független)[6]
- 2006–2010: Sarkadi-Nagy András János (független)[7]
- 2010–2014: Sarkadi-Nagy András János (független)[8]
- 2014–2016: Sarkadi-Nagy András János (független)[9]
- 2016–2019: Nagy Gábor (független)[10]
- 2019–2024: Nagy Gábor (független)[11]
- 2024– :Sidó Máté (független)[1]

A településen 2016. április 3-án időközi polgármester-választást tartottak, az előző polgármester halála miatt.

## Népesség
A település népességének változása:
| Lakosok száma | 1911 | 1914 | 1895 | 1791 | 1787 | 1777 | 1756 |
|               | 2013 | 2014 | 2015 | 2021 | 2022 | 2023 | 2024 |

A 2011-es népszámlálás során a lakosok 90,8%-a magyarnak, 4,4% cigánynak, 0,5% németnek mondta magát (9,2% nem nyilatkozott; a kettős identitások miatt a végösszeg nagyobb lehet 100%-nál). A vallási megoszlás a következő volt: római katolikus 67,8%, református 2,9%, evangélikus 1%, görögkatolikus 0,1%, felekezeten kívüli 9,3% (18,4% nem nyilatkozott).
2022-ben a lakosság 89,8%-a vallotta magát magyarnak, 2,9% cigánynak, 1% németnek, 0,3% ukránnak, 0,2% románnak, 0,1-0,1% lengyelnek és szlováknak, 1% egyéb, nem hazai nemzetiségűnek (10,2% nem nyilatkozott; a kettős identitások miatt a végösszeg nagyobb lehet 100%-nál). Vallásuk szerint 41% volt római katolikus, 1,8% református, 1,3% evangélikus, 0,2% görög katolikus, 0,1% izraelita, 0,1% ortodox, 1,7% egyéb keresztény, 0,6% egyéb katolikus, 11,5% felekezeten kívüli (41,7% nem válaszolt).

## Nevezetességei
- - Nyirádi Motorsport Centrum- Egyik legkorszerűbb rallycross és autocross pálya Közép-Európában.

– Itt található Erzsébet királyné ércből készült szobra.
– A szobor szomszédságában fakad egy soha ki nem apadó forrás.
– A települést körülvevő, vadban gazdag Bakony-hegység délnyugati nyúlványa.
- Nyirádi Sár-álló Természetvédelmi terület:[15] A 2005. július 14. óta védett terület 360 hektáron fekszik a község határában. A területen botanikai ritkaságokat tartalmazó változó vízállású cseres-kocsányos tölgyesek, nyírligetek, kékperjés rétek, mocsárrétek és mészkerülő gyepek találhatóak.

## Sportélete
A falu legnagyobb sportsikere 1967-ben esett meg, amikor a falu futballcsapata bejutott a Szabad Föld Kupa döntőjébe és ott 2-1-re legyőzték a Békés megyei Medgyesegyháza csapatát.
A nyirádiak felállása az alábbi volt: Kovács – Albrecht, Tóth, Lukács – Gyimóti, Pupos – Horváth, Kraxner, (Nyírő), Tulok, Simon, Pálfi. Az ellenfél együttese az alábbi névsor szerint állt fel: Unyatinszki – Hürkecz, Plástyik II., Valyuck – Juhász, Kovács – Pugymer, Plástyik I. , Mészár, Bódi, Varga. Csereként Varga II. és Németh, valamint a sérült Unyatinszki kapus helyett Flender lépett pályára.
A 6. percben Mészár védhetetlenül bombázott a Nyirád hálójába, ezzel 1:0 lett az állás. A 12. percben Tulok egyenlített, majd a 28. percben Horváth labdáját Kraxner perdítette a békésiek hálóba, ezzel 2:1-re fordítva az eredményt. A második félidőben a medgyesegyháziak rohamoztak, volt lehetőségük az egyenlítésre, sőt kis szerencsével akár meg is fordíthatták volna a mérkőzés állását, ám több gól már nem esett.
A Nyirád KSE futballcsapata amúgy jellemzően a Veszprém megyei harmadosztályban szerepelt.

## Régi mondások, falucsúfolók a településről
- Nyirád, Nyárád, Nyavalád, nyalod a ló v……t.[16]
- A nyirádiak kinyűgözték a kányát, hogy ē ne röpűjenek, mire búcsú lesz. [A mondás eredete nem tisztázott.][16]